# Margareta Bengtson
Margareta Bengtson, tidigare Jalkéus, född 21 februari 1966 i Tyresö i Stockholms län, är en svensk sångare.
Margareta Bengtson studerade först till harpist vid Kungliga Musikhögskolan i Stockholm. Som sångerska ingick hon från 1984 till 2006 i The Real Group, som hon var med och bildade. Hon har varit gift med Anders Jalkéus och hette då Margareta Jalkéus. Hon är syster till flöjtisten Jan Bengtson.
Bengtson framförde låten Inte mod (In the mood) tillsammans med  Carola Häggkvist i programmet Nygammalt 1980. År 1993 repriserades framträdandet i jubileumsprogrammet 10 år med Carola.

## Utmärkelser
- 1997 – Vinnare av "Best Female Vocalist" av The Contemporary A Cappella Society[3].

## Diskografi

### Soloproduktion
- 2006 – I'm Old Fashioned
- 2009 – Where the Midnight Sun Never Sets (utgiven endast i Japan)
- 2009 – En gång i Stockholm

### medNils Lindberg
- 1993 – Requiem
- 2001 – The Sky, the Flower and a Lark
- 2003 – A Christmas Cantata
- 2008 – As We Are

### medJan Bengtson
- 1995 – Bengtson in Action

### medSvante Thuresson
- 1995 – Jag e hip, baby

### medÅsa Jinder
- 2000 – Folkmusik på svenska

### medJoybells
- 2002 – O Happy Day